# Gościeradów Plebański
Gościeradów Plebański – wieś w Polsce położona w województwie lubelskim, w powiecie kraśnickim, w gminie Gościeradów.
W latach 1975–1998 miejscowość administracyjnie należała do województwa tarnobrzeskiego.
Wieś stanowi sołectwo gminy Gościeradów. Według Narodowego Spisu Powszechnego (III 2011 r.) wieś liczyła 370 mieszkańców.

## Historia
Gościeradów w roku 1409 i następnych Gostiradow, Gosciradow, w roku 1427 Gosczeradow wieś położona 12 km NE od Zawichostu. Położona historycznie w powiecie urzędowskim i parafii własnej.
Opis granic
W wieku XV graniczy: w 1427 z Leśnikiem (Akta ziemskie lubelskie t. II 125). Długosz w 1470-80 wspomina o granicy z Kosinem (Długosz L.B. t. III s. 315). W roku 1488 wieś graniczy z Leśnikiem i Wolą Boiska.
1470 Świesław dziedzic części Gościeradowa nadaje miejscowemu kościołowi część od środka rzeki Tuczyna do granic wsi Szczecin, między wielką drogą do Lublina a rzeką, między karczmą Osusz [Oschvsch] a karczmami plebańskimi, idąc do wsi Zdziechowice koło roli Osusz, od granic Szczecina, a rolami Unatowskie [Wnathowskye]. Zezwala na wolny połów ryb w Wielkim stawie i w rzece.

## Kalendarium
Wieś stanowi własność szlachecką
- 1409-18 dziedzicem był Trojan.
- 1409-27 Świesław syn Trojana.
- 1416-27 Jan Goscyradowsky z Gościeradowa.
- 1417 w działach występują Anna siostra Trojana. Śmiłka, Ofka i Abramka, córki Gościeradowskiego.
- 1448-50 dziedzicem był Piotr.
- 1450 dziedzicem był Marcin.
- 1470 dziedzice Świesław i Mikołaj.
- 1488 dziedzicami Mikołaj i Stanisław.
- 1503 wieś zwolniona na lat 10 od poborów z wyjątkiem czopowego.
- 1531-3 pobór z części Piotra Piątkowskiego 3 łany i części Andrzeja i Samuela Sieneńskich 4 łany i młyna o 2 kołach (RP).

Osoby z Gościeradowa
- 1453 szlachetny Dobiesław wójt w Gościeradowie[9].

## Kościół
Wieś w Archidiakonacie zawichojskim. W roku 1409 plebanem był Stefan w 1453 Stanisław dziedzic z Popielżyna (na Mazowszu).
W roku 1470 dziedzic Świesław uposaża kościół: jak opisuje Długosz (1470-80) kościół był drewniany pw. św. Jana Chrzciciela. Prawo patronatu (wcześniej szlacheckie) w 1456 roku przeszło na biskupów z powodu zabójstwa plebana Piotra Czarnego z Radomia przez dziedzica Trojana herbu Bogoria.
Powinności dziesięcinne
Dziesięciny z folwarku i większej części wsi oddawano plebanowi, z 5 łanów kmiecych położonych w stronę Lublina i karczmy scholasterii sandomierskiej z 1/3 wsi bpowi (Długosz L.B. t.I s.331, t.II 504).
W roku 1529 dziesięcina snopowa z pewnych ról wartości 3 wiardunków scholastykowi sandomierskiemu, plebanowi dziesięcinę snopową z 3 folwarków i 6 kmieci wartości 2 grzywny czynsze z 2 karczem 2 grzywny i 1 zagrodnika w Gosięcinie 16 groszy łącznie z dziesięciną z Leśnika i kolędą 7 grzywien 4 grosze. W latach 1531–1533 do parafii należy wieś Leśnik i zapewne Szczecin (Rejestr Poborowy).